# Thalassoma pavo
Thalassoma pavo е вид лъчеперка от семейство Labridae.

## Разпространение
Видът е разпространен в Албания, Алжир, Бенин, Габон, Гамбия, Гана, Гвинея, Гвинея-Бисау, Гибралтар, Гърция, Египет, Екваториална Гвинея, Западна Сахара, Израел, Испания, Италия, Кабо Верде, Камерун, Кипър, Кот д'Ивоар, Либерия, Либия, Ливан, Мавритания, Малта, Мароко, Монако, Нигерия, Португалия, Сао Томе и Принсипи, Сенегал, Сиера Леоне, Сирия, Того, Тунис, Турция, Франция, Хърватия и Черна гора.